# Жуйчэн
Жуйчэ́н (кит. упр. 芮城, пиньинь Ruìchéng) — уезд городского округа Юньчэн провинции Шаньси (КНР). Название уезда переводится как «город Жуй» и связано с названием княжества Жуй, существовавшего в этих местах в древние времена.

## История
При империи Западная Хань был создан уезд Хэбэй (河北县). При империи Западная Вэй из него был выделен уезд Аньжун (安戎县). При империи Северная Чжоу в 558 году уезд Аньжун был переименован в Жуйчэн, а в 560 году уезд Хэбэй был переименован в Юнлэ (永乐县). В 562 году уезд Юнлэ был присоединён к уезду Жуйчэн. При империи Тан в 618 году уезд Юнлэ был создан вновь, но при империи Сун в 1073 году расформирован опять. При империи Юань уезд Жуйчэн был присоединён к уезду Пинлу, но затем выделен вновь.
В 1949 году был создан Специальный район Юньчэн (运城专区), и уезд вошёл в его состав. В 1954 году Специальный район Линьфэнь был объединён со Специальным районом Юньчэн (运城专区) в Специальный район Цзиньнань (晋南专区). В 1970 году Специальный район Цзиньнань был расформирован, а вместо него образованы Округ Линьфэнь (临汾地区) и Округ Юньчэн (运城地区); уезд вошёл в состав округа Юньчэн. В 2000 году постановлением Госсовета КНР округ Юньчэн был преобразован в городской округ Юньчэн.

## Административное деление
Уезд делится на 7 посёлков и 3 волости.

## Экономика
В уезде активно развивается солнечная и ветряная энергетика.